# Grammatobothus krempfi
Grammatobothus krempfi är en fiskart som beskrevs av Paul Chabanaud 1929. Grammatobothus krempfi ingår i släktet Grammatobothus och familjen tungevarsfiskar. Inga underarter finns listade i Catalogue of Life.